# Molière, le spectacle musical
Molière, le spectacle musical aussi connu sous le titre de Molière, l'opéra urbain est un spectacle musical de Dove Attia, dont la première représentation a lieu le 7 novembre 2023 au Dôme de Paris - Palais des Sports de Paris, avant une tournée en France, en Belgique et en Suisse.

## Argument
1642. Jeune homme passionné et talentueux, Jean-Baptiste Poquelin décide de renoncer à sa charge de Tapissier du Roi pour se consacrer au théâtre. Contre l'avis de son père, il va se donner corps et âme à sa passion.
Meneur de troupe hors pairs, homme d'affaires accompli autant minutieux qu'innovant, polémiste habile et fin salonnier, fidèle observateur et commentateur de mœurs inimitable, dramaturge à la plume unique, metteur en scène et comédien singulier prisé par ses pairs comme les spectateurs… Jean-Baptiste cultive bien des talents.
Aux côtés de la famille Béjart, il va fonder sa troupe légendaire (aujourd'hui toujours active via la Comédie Française) et lancer l'Illustre Théâtre avant de devenir l'un des dramaturges majeurs du XVIIe siècle en révolutionnant l'art de la comédie de mœurs et en lançant la comédie-ballet.
Malgré les déboires financiers puis amoureux, les mesquineries de ses rivaux, la pression des dévots, les événements politiques du Grand Siècle, les caprices des puissants et les chagrins de la vie, ses comédies vont marquer le public et laisser une marque indélébile dans l'Histoire.
Lui-même passera à la postérité sous le nom de Molière.

## Synopsis

### Acte I
« Je trouvais Poquelin un peu ringard,
Donc je me suis choisi un pseudo de star ! »

— Jean-Baptiste Poquelin (PETiTOM) s'engage dans la troupe des Béjart sous le nom de Molière, paroles de L'Illustre Théâtre.
Le spectacle s’ouvre sur les crieurs publics présents dans la salle, lesquels haranguent les spectateurs. Ils posent le cadre. L’histoire débute en 1643. Le roi Louis XIII vient de mourir. Son héritier, Louis XIV, n’est encore qu’un enfant. Anne d'Autriche, la mère du petit, devient régente du royaume de France. La présence du Cardinal Mazarin, chargé de l’éducation du futur souverain, suscite bien des tensions. C’est dans ce contexte troublé que le sort de Jean-Baptiste Poquelin, vingt ans, est sur le point de basculer (Prologue).
Son père, Jean Poquelin, arrive sur scène. Il cherche en vain son fils. Il croise les acteurs Joseph et Louis Béjart, qu’il repousse froidement : il considère leur sœur, la comédienne Madeleine Béjart, comme l’unique responsable de la déchéance morale de son rejeton (Le père cherche son fils).
Jean-Baptiste n’entend pas reprendre la charge de tapissier du roi que son père veut lui léguer. Depuis la mort de sa mère, il n’a retrouvé goût à la vie qu’en arpentant les rues de Paris aux côtés de son grand-père, où il a notamment découvert la commedia dell'arte et le spectacle de rue. Le théâtre est sa raison d’exister, d’autant qu’il s’est épris de la belle Madeleine (Molière se confie / Je m'appelle Jean-Baptiste).
Jean Poquelin et ses amis tentent de ramener Jean-Baptiste à la raison en lui rappelant que les comédiens ne peuvent exercer des professions honorables et, pire encore, sont excommuniés (L'accusation).
Mais rien n’y fait et Jean-Baptiste suit les Béjart. Il s’engage alors dans leur compagnie sous le nom de Molière. Déterminée et habile, Madeleine initie l’Illustre Théâtre ; elle pousse Jean-Baptiste, naïf et éperdument amoureux d’elle, à se porter garant. Or, l’entreprise se révèle un fiasco et ne peut tenir la comparaison ni avec le Théâtre du Marais représenté par Floridor ni avec le Théâtre de Bourgogne porté par Montfleury (L'Illustre Théâtre).
La troupe ne peut bientôt plus honorer ses frais et se retrouve endettée. Les créanciers se présentent à l’Illustre Théâtre et saisissent Molière qui, s’étant porté garant, est condamné à la prison. Impuissants et rongés par la culpabilité, les Béjart assistent à l’arrestation de Jean-Baptiste (Chant des créanciers). Au désespoir, le jeune homme comprend qu’il a été utilisé par Madeleine. Malgré tout, il reste profondément amoureux de la comédienne et rêve encore d’un avenir avec elle (Molière en prison / T'aimer est une galère).
Contre toutes attentes, c’est Jean Poquelin paie la caution et fait sortir son fils de la geôle. Il refuse toutefois d’adresser un mot à ce dernier. Madeleine, soulagée de le voir libre, se jette au cou de Jean-Baptiste ; ils s’embrassent fougueusement. Une ébauche de relation, fragile mais passionnée, se noue entre eux (Molière libéré).
Hélas, l’aide de Poquelin ne suffit pas à sauver leur entreprise. Les dettes sonnent le glas de l’Illustre Théâtre ; la troupe se retrouve à la rue, désabusée et sans le sou. Une seule solution : quitter Paris pour la province, en quête d’un mécène. L’acteur Charles Dufresne sollicite justement Madeleine qu’il souhaite voir intégrer sa troupe. Dufresne est sous la protection du Duc d’Épernon, puissant gascon et gouverneur de Guyenne (Fin de l'Illustre Théâtre).
Seule Madeleine quitte la capitale à regret. Lorsque Molière, interloqué, lui demande pourquoi, la jeune femme confesse ses secrets. Elle a un amant de longue date dont elle reste farouchement éprise, Esprit de Rémond, un homme noble déjà marié. De leur liaison est née une petite fille, Armande. Madeleine ne peut assurer son éducation sur les routes et doit donc remettre la fillette âgée de trois ans à une dame en mesure de l’élever. Madeleine est soutenue par ses frères, lesquels rappellent à Molière le seul crime de leur sœur : « elle a choisi de se moquer de ce que les gens d’elle diraient ; connaître l’ivresse de la vie [et] aimer au gré de ses envies ». La jeune femme confie à Louis le baluchon contenant les affaires d’Armande et lui demande de le remettre à l’enfant – elle n’a pas la force de lui faire ses adieux. D’abord stupéfait, Molière décide de ne pas tenir compte des deux grands amours de Madeleine. Il l’enlace et la réconforte, lui signifiant tacitement que son passé n’a aucune importance (Madeleine confie son passé à Jean-Baptiste / L'ivresse de la vie).
La bande se met en route pour rejoindre la Guyenne, ce qui prend des années (La danse des bagages / Début de tournée). Sur l’insistance de Madeleine, Dufresne autorise la troupe au complet à passer une audition devant le Duc d’Épernon. Ce dernier n’a aucune réaction à la fin de la représentation mais finit par accorder sa protection à la troupe lorsque Molière flatte habilement son ego. Ils sont choyés, nourris et blanchis. Catherine de Brie et Gros-René font désormais partie de la joyeuse bande (Chez le Duc D'Épernon).
Molière, de son côté, est inquiet pour son père. A Paris, la révolte gronde et on se soulève contre le Cardinal Mazarin. La Fronde déchire la France. Le Prince Armand de Conti, cousin du jeune Louis XIV, bataille sans trêve. Le prince, impétueux et décidé, rejette froidement les supplications de son conseiller Daniel de Cosnac et jure la perte de Mazarin. Le Duc D'Épernon n’échappe pas à ces bouleversements et est congédié par Mazarin : la troupe se retrouve une fois encore sans protecteur (La Fronde).
Molière et son père échangent une longue correspondance mais s'avèrent incapables de se comprendre. Jean Poquelin s’inquiète pour son fils. Ce dernier a beau lui jurer qu’il court de succès en succès, il refuse d’y voir autre chose que de l’aveuglement et prédit la chute de son enfant. Molière, pour sa part, lui reproche de ne jamais l’avoir écouté ni compris. Le jeune comédien commence à rédiger ses propres pièces dans le plus grand secret (Lettres entre Molière et son père / Demander Pardon).
Désabusé par ses revers, Molière ne se sent pas à sa place (Rêver j'en ai l'habitude – version acoustique).
La troupe se tourne vers Charles Dufresne pour décider de son sort mais le comédien vieillissant ne se sent plus la force de diriger. Il demande à Madeleine de lui succéder. Honorée, cette dernière doit pourtant refuser : les femmes suscitent la défiance et la choisir serait imprudent. Elle désigne Molière à sa place. Ébahi, Jean-Baptiste refuse, arguant qu’il n’a pas encore la trentaine et a besoin de temps. A cet instant une splendide acrobate, Thérèse de Gorla, se présente à eux. Elle veut changer de vie et devenir comédienne. Molière, Gros-René et Louis Béjart tombent instantanément sous son charme. Pour que Thérèse puisse intégrer leurs rangs, Jean-Baptiste accepte de diriger la troupe et la baptise Marquise. Soupçonnant l’ombre que la belle pourrait lui faire auprès de Molière, Madeleine exige que Thérèse se marie pour intégrer la bande. Marquise demande à ses prétendants, Gros-René et Louis, comment chacun s’y prendrait pour la séduire. Après que Gros-René ait gaffé, elle se tourne vers Louis mais ce dernier, désarçonné, bredouille : « Belle Marquise, vos beaux yeux me font mourir d’amour. Vos yeux beaux d’amour me font, belle Marquise, mourir. Mourir vos beaux yeux, belle Marquise, d’amour me font » (une tirade que Molière reprendra dans Le Bourgeois gentilhomme). Marquise est visiblement touchée par la maladresse de Louis mais Madeleine pose son veto et la pousse à épouser sur-le-champ Gros-René. Louis en veut à sa sœur mais Madeleine reste persuadée que son cadet est trop sensible pour s’amouracher d’une actrice. Molière taquine Madeleine sur sa jalousie puis lui demande si elle l’aimera un jour autant qu’Esprit de Rémond, ce qu’elle réfute : elle l’aime, oui, mais différemment (Marquise intègre la troupe / Molière chef de troupe).
À Paris, la Fronde s’achève. Sur l’impulsion de Cosnac, Conti consent à déposer les armes. Le jeune prince est humilié par Mazarin : le Cardinal l’assigne à résidence, au Château de la Grange des Prés. Armand est outré par cette décision, il accuse de Cosnac de ses déboires (La fin de la Fronde).
Au Château de la Grange des Prés, Armand passe le temps en se laissant aller aux excès et à la débauche. Il a pour compagnie sa maîtresse, la belle Madame de Calvimont, une femme sotte et mariée. Madame de Calvimont s’ennuie à mourir et suggère que des comédiens viennent sur place afin de la divertir. Pour calmer ce petit monde, de Cosnac suggère d’embaucher Molière et sa troupe dont il a entendu le plus grand bien (Chez Conti).
C’est le début du succès pour Molière et de quatre années de sérénité, au grand désespoir de son père : Jean Poquelin comprend que son fils ne reviendra pas pour lui succéder. Jean-Baptiste passe son temps libre dans les villages alentours, où il « observe les gens et étudie leurs comportements ». Lorsque la troupe a épuisé les livrets à sa disposition, Molière confie à Madeleine qu’il a écrit sa première pièce, baptisée L'Étourdi ou les Contretemps. Malgré les doutes de Molière, elle met toute la troupe au courant et, avec joie, les acteurs commencent à répéter (La vie heureuse chez le Prince de Conti / La belle vie sous Conti).
Molière se montre très intransigeant durant les répétitions. Ensemble, la troupe parvient à donner le meilleur et la pièce s’annonce comme un succès. Il subsiste néanmoins quelques tensions, la beauté de Marquise suscitant la jalousie de Catherine et la convoitise de Conti. Molière commence à se détourner de Madeleine, ne supportant plus d’être éternellement second dans son cœur (Le secret de Molière).
Le prince, pour sa part, devient maussade et ne parvient à atténuer son vague à l’âme qu’en multipliant les orgies. Mais ses vices finissent par lui coûter cher : il tombe gravement malade (Conti dans la luxure).
Molière se rend au chevet de son protecteur et voit, horrifié, les médecins prêts à lui administrer la saignée. Il met en garde Conti contre la médecine qu’il a en horreur, jugeant les docteurs responsables du trépas de sa mère. Armand, terrifié par la mort et la damnation, est totalement perdu. L'évêque d’Alet se rend auprès de lui. Sous son influence, Armand débute sa rédemption. Il répudie Madame de Calvimont puis se plie à la pénitence et aux mortifications. Molière cherche à lui faire entendre raison, arguant que Dieu ne peut exiger la « torture de l’âme et du corps ». Le dramaturge s’en prend ouvertement à l’évêque d’Alet, le traitant de tartuffe. Son imprudence se retourne contre lui : traité d’apostat, il est durement rejeté par Conti, lequel retire sa protection à toute la troupe et la congédie (Conti se convertit).
Armand, terrassé par son mal-être et une profonde détestation de lui-même, cherche un sens à son existence dans une foi radicale (Regardez-moi).
Jetés à la rue et durement éprouvés par cette nouvelle épreuve, Molière et sa troupe retrouvent de Cosnac à Valence. Ce dernier leur suggère de retourner à Pari et les encourage à passer une audition auprès de son bon ami Monsieur, le frère du roi. Madeleine, entre le doute et la joie, songe qu’elle reverra bientôt Armande mais ignore la façon dont sa fille l’accueillera… Marquise demande à Louis de lui parler de sa nièce. Il se laisse aller à quelques confidences mais lui glisse âprement qu’il ne connaîtra jamais le bonheur d'avoir une famille, la femme qu’il aime étant déjà mariée (La danse des bagages — fin de tournée).
Monsieur, un homme excentrique et dépensier s'exprimant en verlan, est encouragé par Louis XIV à cesser ses élucubrations : trouver une véritable occupation et une troupe à laquelle donner son nom. Il embauche Molière et ses comédiens mais ces derniers doivent d’abord séduire le jeune roi. Lors de cette audition, ils jouent une tragédie. Louis XIV s’ennuie ferme durant la représentation ; Montfleury et Floridor se gaussent du fiasco, assurés de conserver leur place privilégiée. Mais au moment où tout semble perdu, sur l’impulsion de Madeleine, Molière et Joseph se lancent dans une scène comique tirée du Dépit amoureux. Le roi rit aux éclats : il accorde à la troupe le privilège de porter le nom de son frère et leur réserve un théâtre, assurant à Molière qu’ils se reverront bientôt. A peine sortie de ce mauvais-pas, la troupe est violemment prise à partie par Montfleury et Floridor ; une joute verbale s’ensuit, dont Molière et les siens sortent triomphants mais avec deux ennemis férocement décidés à leur nuire… Molière veut partager son succès avec Madeleine ; or sa complice a déjà filé, supposément auprès d’Esprit de Rémond. Catherine le supplie de ne pas être jaloux et Molière la rassure, rappelant qu’il n’y a plus de relation sentimentale entre eux depuis longtemps. Joseph explique que, en réalité, Madeleine est allée chercher son enfant. En aparté au public, Joseph avoue être souffrant et se sait condamné. Il cache sa maladie à ses proches, seul Louis étant au courant (La troupe joue pour le roi).
Les retrouvailles entre Madeleine et Armande sont sur le point d’avoir lieu. Les deux femmes se ressemblent par leur caractère « volontaire et rebelle » ; sans le savoir, elles partagent aussi la vocation de la scène. Au moment de se revoir, le doute les saisit. La mère angoisse à l’idée que sa fille ne lui pardonne jamais cet abandon. A raison car Armande nourrit encore beaucoup de ressentiment à son égard ; en secret, elle a travaillé durant des années pour être comédienne et entend bien surpasser Madeleine. Finalement, elles se retrouvent et tombent dans les bras l’une de l’autre (Les retrouvailles de Madeleine et Armande / L'amour dont elle m'a privé).
Tout semble aller pour le mieux, la consécration de Molière et ses compères est totale. Monsieur organise des festivités durant lesquelles ils inaugurent leur nouvelle salle : le théâtre du Petit-Bourbon. Les comédiens font la fête et savourent leur victoire. Sur place, Molière croise une belle et jeune actrice. C’est le coup de foudre. Il souhaite la présenter à ses amis, comprend soudain qu’il a omis de lui demander son nom et s’enquit de son identité. Mais, à sa stupeur, Madeleine intervient et explique qu’il s’agit de sa fille Armande. Sous le choc, Molière s’éloigne aussitôt. Le dramaturge et Armande déplorent d’être attirés l’un par l’autre, leur amour étant proscrit. Subjugués, ils se contemplent de loin alors qu’un M gigantesque apparaît derrière eux (Monsieur inaugure le théâtre du Petit-Bourbon avec la troupe / Aujourd'hui tout va bien)…

### Acte II
« Les Précieuses ridicules ? Mais quel joli titre ;
Vous auriez votre place à y faire le pitre ! »

— Louis XIV (Arezki Aït Hamou) rabroue sèchement le Prince de Conti (Abi Bernadoth), paroles de Les Précieuses Ridicules.
Alors que le rideau est encore baissé, Joseph Béjart commence à introduire le second acte du spectacle. Il est interrompu par la Régisseuse, laquelle lui annonce que son personnage est mort et ne peut donc apparaître dans la suite… Il se lamente sur son sort mais la Régisseuse, elle, a plus urgent à gérer : l’acteur supposé camper La Grange n’est toujours pas arrivé. « Joseph » saute sur l’occasion et déclare qu’il peut jouer La Grange, comédien, ami, confident et secrétaire du grand Molière. En arrière-plan, les autres personnages se présentent tour à tour pour récupérer leurs costumes (La Grange se présente).
La scène se met en place progressivement. Conti rappelle qu’il a intégré la Confrérie du Saint-Sacrement, une société secrète qui lutte contre les mauvaises mœurs et les hérétiques. Il est désormais animé par la volonté de faire « connaître un jour à ce maudit Molière l’Enfer ». Tout en étudiant ses textes en secret, Armande cherche à attirer l’attention de Jean-Baptiste ; toutefois, malgré son attirance pour elle, il ne cesse de se dérober. Le dramaturge, pour sa part, voit son art s’épanouir. Comme il l’avait fait en campagne, il arpente à présent les salons et s’inspire des caractères de chacun pour écrire ses nouvelles pièces (La nouvelle vie à Paris).
Toujours à l’affût des travers de la société, Molière se glisse sans problème parmi les nantis : il apprend les codes, le dialecte ampoulé, le bel esprit. Il s’amuse beaucoup de la bêtise orgueilleuse des bourgeois et des nobles, lesquels lui inspirent son prochain projet, baptisé Les Précieuses ridicules. En riant, il invente l’une de ses répliques les plus célèbres et provoque l’hilarité de tous : « Votre œil en tapinois me dérobe mon cœur. Au voleur ! au voleur ! au voleur ! au voleur ! ». Montfleury et Floridor sont bien entendu outrés par la pièce et fustigent Molière. Ils croisent Jean Poquelin qui prend la défense de son enfant, louant « l’intelligence du cœur et du trait ». Contre toute attente, le vieil homme continue de suivre la carrière de son fils. S’il n’a pas le cœur de lui parler, il assiste à ses représentations en catimini. Malgré les supplications de Madeleine, il refuse toujours de renouer avec Jean-Baptiste. Conti, de son côté, s’évertue à discréditer Molière aux yeux de Louis XIV mais est rabroué sèchement par son cousin (Les Précieuses ridicules).
Alors qu’il travaille sur L’École des femmes, Armande surprend Molière en pleine récitation de ses vers : « Il faut l’avouer, l’amour est un grand maître. Ce qu’on ne fut jamais, il nous enseigne à l’être ». Fascinée, la jeune femme tente à nouveau de le charmer mais Jean-Baptiste, quoique troublé, la fuit encore (Armande séduit Molière). Finalement, ils cèdent à leur attirance et deviennent amants. Conscients que tout le monde condamnera leur amour naissant, ils sont prêts à lutter pour être ensemble (Armande et Molière amoureux / En aparté).
Sûr de ses sentiments, Molière demande sa main à Armande. Le moment ne saurait être plus mal choisi. Les finances ne sont pas au beau fixe. Le théâtre a eu besoin de rénovations onéreuses et la dernière pièce, Dom Garcie, a été un échec. La Grange, très nerveux, annonce à la troupe que leur chef aura une part supplémentaire lors des paiements, comme le veut l’usage lorsqu’un membre de la troupe se marie. Il élude un temps en prétendant que Molière épouse une Béjart et toute la bande suppose qu’il s’agit de Madeleine… Jean-Baptiste est obligé de clarifier la situation. Madeleine, stupéfaite et blessée, met en garde le couple : cette union est une arme redoutable pour les adversaires de Molière, prêts à tout pour le détruire. Armande se retourne contre sa mère, l’accusant de n’avoir jamais vraiment aimé Molière. Brisée, Madeleine accepte sa colère et donne sa bénédiction (Molière demande une part supplémentaire).
Malgré la désapprobation d’une partie de la troupe et du père Poquelin, le couple célèbre son union en jurant de se moquer de leurs détracteurs (Molière et Armande se marient / On se moque).
À présent mariée à Molière, Armande espère pouvoir tenir le premier rôle de L’École des femmes. Pour montrer à son époux qu’elle est apte à jouer Agnès, elle interprète une scène avec lui. Il la trouve tout à fait convaincante mais, face à la désapprobation de Marquise et Madeleine, il refuse finalement de l'intégrer à la troupe (Armande joue L'École des femmes).
L’École des femmes est un succès qui provoque bien sûr l’ire de ses opposants. Conti, Montfleury et Floridor s’insurgent. Madeleine, Marquise, Catherine, Louis et La Grange montent au créneau pour soutenir leur chef. L’opposition tourne en manifestation. Choqués, Conti et ses sbires entrevoient, avec quatre siècles d’avance, ces féministes qui vont mettre à mal le patriarcat (La querelle de L'École des femmes).
Indifférents au scandale, Molière et Armande deviennent parents du petit Louis. La naissance de l’enfant apaise les tensions au sein de la troupe. Marquise et Louis Béjart se rapprochent mais ne cèdent pas à leur inclination, la belle étant toujours l’épouse de Gros-René (La naissance de Louis / C'est ici et maintenant).
Montfleury cherche une façon de nuire à Molière et fait falsifier l’acte de naissance d’Armande, sous-entendant que le dramaturge a épousé sa propre fille. Il confie le papier infamant à Conti qui mande une audience au roi. Durant l’entrevue qui s’ensuit, Conti et Molière s’affrontent. Louis XIV prend le parti du dramaturge : pour le protéger, il place sa troupe sous protection royale et devient le parrain de son fils (Montfleury dénonce Molière / Molière par ci, Molière par là).
Molière en profite pour parler au roi de son prochain projet : Tartuffe. Conti, ulcéré à l’idée de voir les ecclésiastiques ainsi humiliés, tente une fois encore de raisonner son cousin. Louis XIV n’écoute guère et donne son approbation (Molière présente Tartuffe).
Armande est annoncée comme l’héroïne de Tartuffe. Madeleine, en revanche, ne figure pas à la distribution – quoiqu’attristée, elle n’en prend pas ombrage, sûre du talent de sa fille. Marquise se révolte contre cette injustice. Madeleine se rend compte que son ancienne rivale, devenue une amie, n’est pas heureuse. De fait, Marquise commence à étouffer au sein de la troupe : elle ne tient que des rôles de figuration, campe des servantes souvent dénudées et exhibées aux yeux du public. Elle qui se rêvait en tragédienne ne récolte que des personnages sans intérêt. Elle décide de montrer à chacun l’étendue de sa force et de son talent (Marquise est malheureuse / Moi je veux).
Ivre de rage après son énième déconvenue, Conti en appelle à l’archevêque de Péréfixe pour faire interdire Tartuffe. Il lit devant ce dernier des extraits de la pièce, qui scandalisent profondément de Péréfixe. Ce dernier promet d’intercéder auprès du roi (Conti lit Tartuffe).
Avec l’appui de Péréfixe, Conti sait sa victoire imminente mais ne parvient pas à s’en réjouir. Son mal-être reste intact et rien ne lui apporte la paix (Conti se dévoile / C'est la vie qui m'a fait).
Pour la première fois, Louis XIV ne prend pas le parti de Molière : Tartuffe est proscrite (Le procès de Molière).
Molière nourrit un profond ressentiment contre cette injustice et se désole de l’attitude du roi qu’il juge « prisonnier de censeurs » (Molière se révolte / Hommes de peu).
Rendu amer par sa rancœur, Jean-Baptiste abandonne ses proches. Il n’est pas là pour veiller son fils, gravement malade, aux côtés d’Armande. Leur enfant est mort durant la nuit. L’agonie de Louis met à mal le couple. Louis, La Grange et Marquise apportent leur soutien mais rien n’y fait (La mort du fils / Ne dis rien).
Le cœur brisé, Armande se détourne de lui et court le beau monde pour oublier son deuil. Jean-Baptiste fait de Tartuffe son obsession et réécrit la pièce sans relâche, s’isolant des autres. Seul La Grange, en sa qualité de secrétaire puis d’ami, est autorisé à lui parler (Molière brisé).
Molière se rend auprès de Monsieur, le frère du roi, avec une énième variation de sa pièce. Monsieur juge la nouvelle version prometteuse et l’autorise à la jouer chez lui, en présence de Louis XIV. Jean-Baptiste recroise Armande dans les salons et tente de se faire pardonner mais sa femme ne lui accorde pas un mot (Tartuffe s'invite dans les salons).
Le dramaturge croise également Marquise, flanquée de Gros-René et Louis. Elle l’informe qu’elle quitte sa compagnie : Racine lui a écrit Andromaque et lui offre le grand rôle dont elle a si longtemps rêvé. La mort dans l’âme, Molière accepte sa décision. Ni son époux dévoué, ni Louis (pour lequel elle éprouve une attirance sincère), ne peuvent la garder auprès d’eux. La tragédienne suit désormais son destin et refuse que quiconque la retienne (Marquise quitte la troupe / Et si c’était nous deux).
Grâce à Monsieur, Tartuffe est jouée et remporte l’approbation de Louis XIV. Mais Molière doit faire face à un autre drame : son père est très malade et on le dit mourant. Sa chance, qui plus est, tourne court. Conti et de Péréfixe n’entendent pas laisser cet apostat en paix si bien qu’après quelques représentations, Tartuffe est une nouvelle fois proscrite (Tartuffe à nouveau interdit).
Molière subit un contrecoup immense et s’épuise à lutter. Il peut compter sur l’appui de Madeleine qui le réconforte et l’encourage à se battre comme il l’a toujours fait (À quoi ça rime).
De plus en plus malade, déprimé et fatigué, Molière se sent abandonné. Il n’a plus aucun lien ni avec son père, ni avec son épouse. Tout le monde l’attaque, à commencer par de Péréfixe qui lui promet l’Enfer et Conti qui le condamne dans son Traité. Alors que Conti apparaît sur scène pour jubiler, il est rattrapé par la Régisseuse : elle lui indique qu’il ne peut plus nuire à Molière, lui-même étant mort l’année dernière ! Conti accuse le coup et disparaît. Jean-Baptiste ne trouve plus son salut que dans l’écriture et enchaîne les pièces : Dom Juan, Le Misanthrope, L’Amour médecin, Georges Dandin, Le Sicilien, L’Avare et finalement, une ultime version de Tartuffe autorisée par décret royal (Tartuffe enfin autorisé / Des hauts et des bas).
Louis s’inquiète pour Molière qui, bien qu’épuisé, refuse de se ménager. L’ambition de Jean-Baptiste laisse présager sa déchéance ; Louis regarde le dramaturge s’exalter en vain, idolâtré de tous mais isolé de ses proches. Il a perdu le plus important et Armande refuse toujours de lui pardonner (Molière au sommet / Tu finiras par tomber).
Délirant et agité, Molière voit son père devant lui ; il se précipite à sa rencontre, comblé à l’idée de partager enfin ses succès avec son géniteur. Mais la Régisseuse, qui passe en coulisses, est inquiète : il n’y a personne ici, encore moins son père, mort il y a peu (Molière face à son père).
Conti apparaît sous forme de revenant et harcèle Molière, lui rappelant qu’il n’a jamais demandé pardon à quiconque, ni à son père, ni à Madeleine, délaissée lorsqu’elle n’était plus une jeune première. Apparue comme par enchantement, Madeleine apaise son ancien amant. Jean-Baptiste la supplie de lui accorder son pardon ; Madeleine le rassure et le soutient, comme à son habitude. Il demande au fantôme de son père de l’excuser. Jean Poquelin répond qu’il l’a rendu fier et s’excuse à son tour pour son silence. Conti, Poquelin et Madeleine s’apprêtent à partir ensemble. Molière tente de retenir sa première muse, sans y parvenir. La Régisseuse revient sur ses pas et lui assure qu’il est bel et bien seul. Il comprend alors que Madeleine est morte, elle aussi (La mort de Madeleine / Demande encore pardon).
Un an après la mort de Madeleine, un Molière agonisant s’entête à jouer Le Malade imaginaire malgré l’inquiétude d’Armande, La Grange et Louis. Il s’effondre lors de la scène finale (Molière joue Le Malade imaginaire).
Sur le point d’expirer, il se réconcilie avec Armande. Elle lui pardonne son égoïsme, il excuse ses infidélités. Avec délicatesse, elle lui explique qu’il laisse une marque indélébile dans l’Histoire et lui montre tous les rôles iconiques qui subsisteront bien après sa mort : Sganarelle (Le Médecin malgré lui), Scapin (Les Fourberies de Scapin), Harpagon (L’Avare), Monsieur Jourdain (Le Bourgeois gentilhomme), Tartuffe (Tartuffe), Philaminte (Les Femmes savantes), Agnès (L'École des femmes) et Toinette (Le Malade imaginaire). Ses personnages l’applaudissent. Toujours en costume d’Argan, Molière fait ses adieux (La mort de Molière et son héritage).
Molière et l’ensemble de la bande reviennent sur scène pour célébrer les rêveurs une dernière fois (Final / Rêver j’en ai l’habitude).

## Chansons et saynètes
| 1. Prologue 2. Le père cherche son fils 3. Molière se confie (Je m'appelle Jean-Baptiste) 4. L'accusation 5. L'Illustre Théâtre 6. Chant des créanciers 7. Molière en prison (T'aimer est une galère) 8. Molière libéré 9. Fin de l'Illustre Théâtre 10. Madeleine confie son passé à Jean-Baptiste (L'ivresse de la vie) 11. La danse des bagages — début de tournée 12. Chez le Duc D'Épernon 13. La Fronde 14. Lettres entre Molière et son père (Demander Pardon) 15. Rêver j'en ai l'habitude (acoustique) 16. Marquise intègre la troupe / Molière chef de troupe 17. La fin de la Fronde 18. Chez Conti 19. La vie heureuse chez le Prince de Conti (La belle vie sous Conti) 20. Le secret de Molière 21. Conti dans la luxure 22. Conti se convertit 23. Regardez-moi 24. La danse des bagages — fin de tournée 25. La troupe joue pour le roi 26. Les retrouvailles de Madeleine et Armande (L'amour dont elle m'a privé) 27. Monsieur inaugure le théâtre du Petit-Bourbon avec la troupe (Aujourd'hui tout va bien) | 1. La Grange se présente 2. La nouvelle vie à Paris 3. Les Précieuses ridicules 4. Armande séduit Molière 5. Armande et Molière amoureux (En aparté) 6. Molière demande une part supplémentaire 7. Molière et Armande se marient (On se moque) 8. Armande joue L'École des femmes 9. La querelle de L'École des femmes 10. La naissance de Louis (C'est ici et maintenant) 11. Montfleury dénonce Molière (Molière par ci, Molière par là) 12. Molière présente Tartuffe 13. Marquise est malheureuse (Moi je veux) 14. Conti lit Tartuffe 15. Conti se dévoile (C'est la vie qui m'a fait) 16. Le procès de Molière 17. Molière se révolte (Hommes de peu) 18. La mort du fils (Ne dis rien) 19. Molière brisé 20. Tartuffe s'invite dans les salons 21. Marquise quitte la troupe (Et si c’était nous deux) 22. Tartuffe à nouveau interdit 23. Madeleine soutient Jean-Baptiste (À quoi ça rime) 24. Tartuffe enfin autorisé (Des hauts et des bas) 25. Molière au sommet (Tu finiras par tomber) 26. Molière face à son père 27. La mort de Madeleine (Demande encore pardon) 28. Molière joue Le Malade imaginaire 29. La mort de Molière et son héritage 30. Final (Rêver j’en ai l’habitude) 31. Rappels |

## Fiche technique[2]
- Titre : Molière, Le spectacle musical aussi connu sous le titre de Molière, l'Opéra Urbain
- Livret : Dove Attia et François Chouquet
- Paroles et musique : Dove Attia, François Chouquet, Benjamin Dherbecourt, Paul École, Yaacov et Meïr Salah, Lonepsi, Nazim Khaled, Duane Laffite[3] et Rod Janois[4]
- Mise en scène : Ladislas Chollat
- Chorégraphie : Romain Rachline Borgeaud
- Scénographie : Emmanuelle Favre
- Production : Dove Attia
- Société de production : PLAY TWO
- Costumes : Jean-Daniel Vuillermoz
- Coiffures et maquillage : Catherine Saint-Sever
- Lumières : Dimitri Vassiliu
- Son : Stéphane Plisson
- Vidéos : Peggy Moulaire et Guillaume Aufaure
- Date de première représentation : 7 novembre 2023 au Dôme de Paris - Palais des Sports[5]
- Date de début de la tournée : 2 mars 2024 au Zénith de Caen
- Date de dernière représentation : 22 juin 2025 au Zénith de Caen (annoncée, à confirmer selon d'éventuelles prolongations)[6]

## Distribution
|                                          |  |  |
| PETiTOM (Molière) et Lou Jean (Armande). |  |  |

### Casting principal
- PETiTOM : Jean-Baptiste Poquelin dit Molière
- Morgan : Madeleine Béjart
- Abi Bernadoth : le Prince Armand de Conti
- Lou Jean : Armande Béjart
- Shaïna Pronzola : Thérèse de Gorla alias Marquise
- David Alexis : le père de Molière Jean Poquelin, Philippe d'Orléans dit Monsieur, le Duc d’Épernon et le Cardinal Mazarin
- Basile Sommermeyer et Basile Alaïmalaïs (en alternance) : Joseph Béjart et La Grange
- Vike : Louis Béjart

### Chanteurs, comédiens, figurants
- Arezki Aït Hamou : un crieur public, le valet du Prince de Conti, Louis XIV, un soldat et doublure de Molière
- Théa Anceau : Madame de Calvimont, Catherine de Brie et doublure de Marquise
- Vincent Cordier : Montfleury, de Cosnac et en doublure : Jean Poquelin (père de Molière), Philippe d'Orléans dit Monsieur, le Duc d’Épernon et le Cardinal Mazarin
- David Dax : un crieur public, René Du Parc, le notaire, le prélat Hardouin de Péréfixe de Beaumont et doublure du Prince de Conti
- Maïa Girard : une crieuse publique, « La Régisseuse », doublure d'Armande et de Madeleine
- Marc Maurille : un crieur public, Floridor, Charles Dufresne et l'Abbé Rouillé

### Danseurs
- Enzo Bounichou : Doublure des rôles de Marc Maurille
- Justine Caspar : Doublure de Madame de Calvimont et de Catherine de Brie
- Romane Chaney
- Tessa Egger
- Joanne Gracia Y Gracia
- Jérémy Marquet
- Audrey Morabito
- Antoine Nya : Doublure de Joseph Béjart et de La Grange
- Anthony Paccoud : Doublure des rôles d'Arezki Aït Hamou
- Coline Perrocheau : Doublure des rôles de Maïa Girard
- Camille Rocher
- Manon Palhies : Doublure des danseurs

## Discographie

### Singles
- Regardez-moi par Abi Bernadoth
- Rêver j'en ai l'habitude par la troupe
- Moi je veux par Shaïna Pronzola
- Et si c'était nous deux par Shaïna Pronzola et Vike
- Tu finiras par tomber par Vike
- On se moque par Lou et PETiTOM

### Album
L'album studio du spectacle sort le 10 novembre 2023 et comprend 13 titres :
| No  | Titre                       | Interprète(s)                    | Durée |
| --- | --------------------------- | -------------------------------- | ----- |
| 1.  | Et si c'était nous deux ?   | Shaïna Pronzola, Vike            | 3:05  |
| 2.  | On se moque                 | Lou, PETiTOM                     | 2:51  |
| 3.  | Regardez-moi                | Abi Bernadoth                    | 3:00  |
| 4.  | Moi je veux                 | Shaïna Pronzola                  | 3:00  |
| 5.  | Tu finiras par tomber       | Vike                             | 2:54  |
| 6.  | Rêver j'en ai l'habitude    | La troupe Molière l'opéra urbain | 3:15  |
| 7.  | Aujourd'hui tout va bien    | Lou, PETiTOM, Vike               | 2:59  |
| 8.  | L'amour dont elle m'a privé | Morgan, Lou                      | 2:29  |
| 9.  | C'est la vie qui m'a fait   | Abi Bernadoth                    | 2:46  |
| 10. | L'ivresse de la vie         | Morgan, Vike                     | 2:34  |
| 11. | En aparté                   | Lou, PETiTOM                     | 2:57  |
| 12. | Ne dis rien                 | Shaïna Pronzola                  | 2:41  |
| 13. | T'aimer est une galère      | PETiTOM                          | 2:43  |

Une version physique de l'album est disponible dès le 16 janvier 2024, avec 3 chansons supplémentaires : A quoi ça rime, Demander pardon et Je m'appelle Jean-Baptiste.

## Développement

### Une longue genèse
L'idée de relater l'histoire de Molière sous forme de comédie musicale est intrinsèquement liée au producteur, librettiste et parolier Dove Attia. En 2004, alors que ce dernier peaufine le livret du Roi Soleil, il se passionne pour les anecdotes entourant la vie mouvementée du dramaturge. Si le projet lui semble prometteur, sa concrétisation est sans cesse repoussée.
En 2016, après les drames rencontrés sur 1789 : Les Amants de la Bastille et l'échec de La Légende du roi Arthur, Attia décide d'arrêter les comédies musicales. Il regrette sa dernière création, estimant qu'il s'agit de son spectacle « le moins sincère », et ne compte pas réitérer.

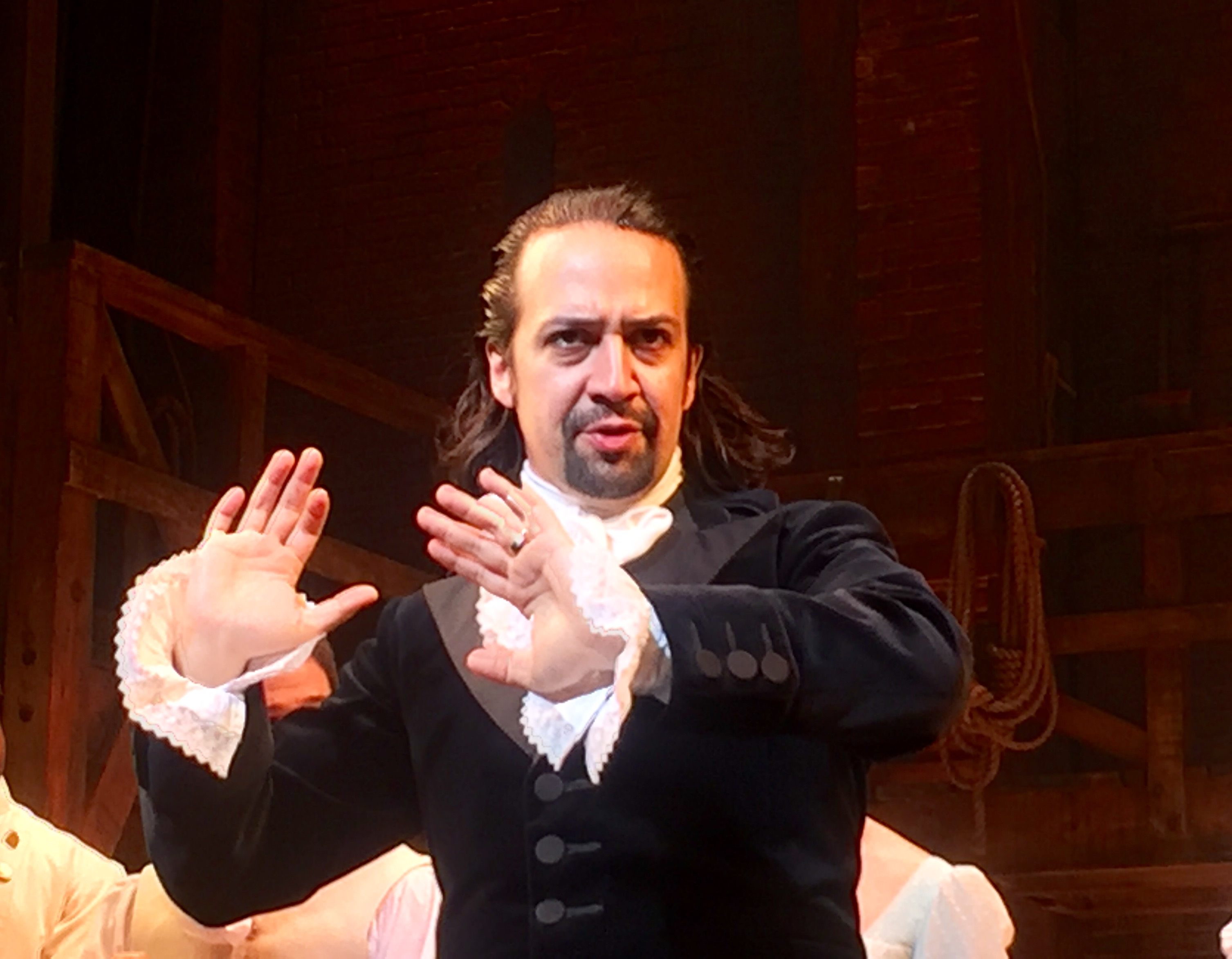
Hamilton (de et avec Lin-Manuel Miranda), influence majeure de Molière.

Toutefois, courant 2021, deux découvertes majeures viennent remettre en cause cette résolution : Attia assiste à des représentations de Come from Away du duo Irene Sankoff-David Hein et surtout d'Hamilton de Lin-Manuel Miranda. Ces comédies musicales, radicalement différentes de la scène française, lui donnent matière à réflexion. Il songe alors à un projet inédit, motivé par son « envie d'apporter un nouveau langage dans la comédie musicale » francophone.
Après s'être focalisé sur des figures historiques majeures via Le Roi Soleil et Mozart, l'opéra rock, il est enfin prêt à s'orienter sur Molière. Inspiré par la plume percutante de Miranda et la « mise en scène révolutionnaire » de Christopher Ashley sur Come from Away, il ambitionne de raconter la vie du dramaturge en slam, dans un décor minimaliste.

### Un spectacle«urbain»
Le projet, baptisé Molière, l'opéra urbain, concentre plusieurs noms emblématiques.

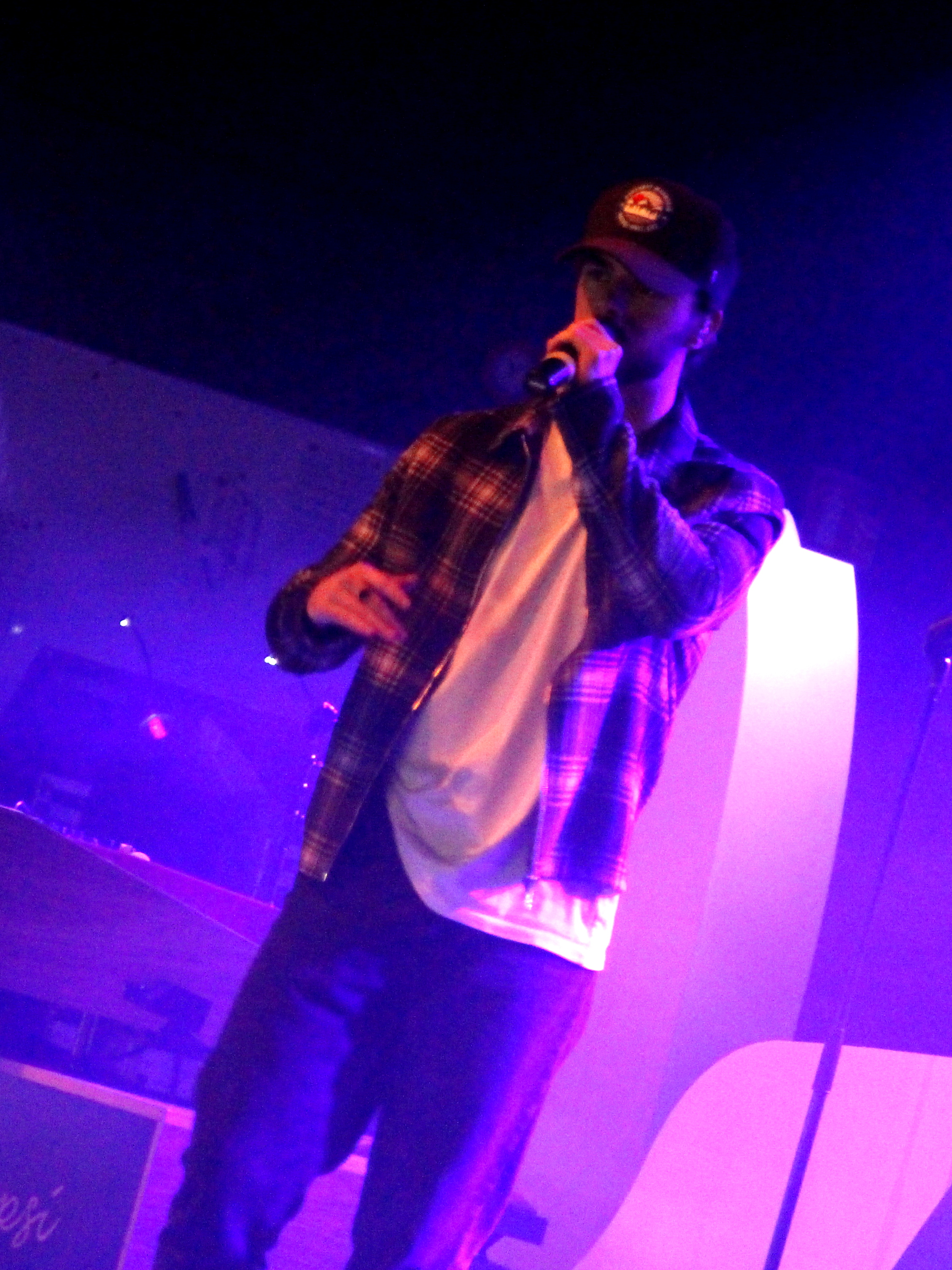
Lonepsi, l'un des paroliers, est le premier choix pour camper Molière.

La mise en scène est confiée à Ladislas Chollat (Résiste, Oliver Twist), dont il s'agit du 41e spectacle. Ce dernier travaille en étroite collaboration avec Attia, le tandem évoquant une relation d'équipe et de confiance.
Les chorégraphies reviennent à Romain Rachline Borgeaud, danseur et fondateur de la RB Dance Company, finaliste de La France a un incroyable Talent.
Les décors sont réalisés par Emmanuelle Favre ; cette dernière est embauchée peu après son travail sur Starmania, mis en scène par Thomas Jolly, où elle officiait à la scénographie.
Quelques 300 costumes sont élaborés par Jean-Daniel Vuillermoz, une sommité du milieu qui a remporté le César des meilleurs costumes pour le long-métrage Saint-Cyr (2001), le Molière du créateur de costumes pour la pièce de théâtre Henri IV, le bien-aimé (2011) ainsi qu'un Trophée de la Comédie Musicale pour Oliver Twist (2017) - déjà mis en scène par Chollat.
Au total, 52 chansons sont composées pour narrer l'histoire du dramaturge, de ses vingt ans à sa mort. Le rappeur Lonepsi est impliqué dans la création artistique, co-signant plusieurs titres et apposant « son empreinte au spectacle ». Selon Dove Attia, le style des morceaux se rapproche notamment de Grand Corps Malade, Orelsan ou MC Solaar.
Par ses parti-pris musicaux et ses codes visuels, le spectacle présente des similitudes avec la comédie musicale Hamilton de Lin-Manuel Miranda,. Cette inspiration s'avère totalement revendiquée par Chollat et Attia. Ce dernier y ajoute également l'influence de la comédie musicale canadienne Come from Away d'Irene Sankoff et David Hein, dont la mise en scène signée Christopher Ashley l'avait enthousiasmé.

### Une production entre tradition et innovation
La comédie musicale a pour particularité de mettre en scène des chanteurs, slammeurs, rappeurs, danseurs, acteurs et musiciens dans des décors et costumes inspirés du XVIIe siècle. Le projet, très ambitieux, nécessite ainsi une trentaine d'artistes évoluant sur scène.

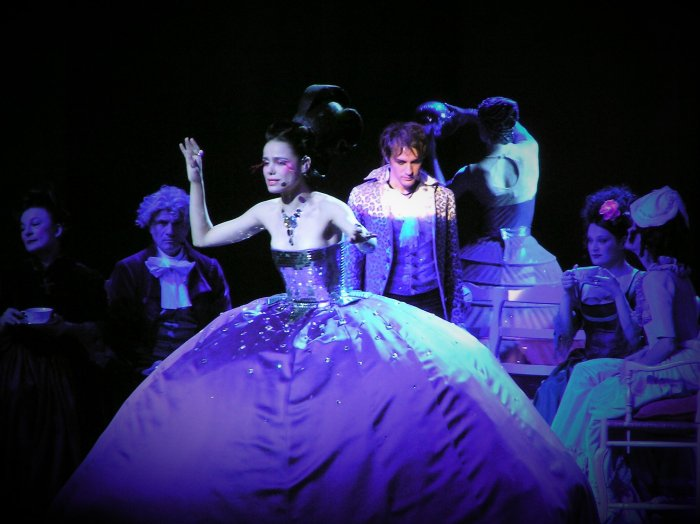
Selon le producteur Dove Attia, ce Molière s'inscrit dans la même veine que son précédent spectacle : Mozart, l'opéra rock.

L'un de ses partis pris est d'incorporer des réparties de Molière à sa trame et ce devant un public potentiellement moins familier du théâtre classique. Le spectacle cite parfois des répliques in extenso de certaines pièces (notamment L'École des femmes et Tartuffe). Cette approche est similaire à celle de Mozart, l'Opéra Rock, lequel diffusait dans quelques tableaux des extraits issus des compositions du maestro autrichien.
La pièce est en outre riche en anachronismes, souvent soulignés par les personnages eux-mêmes,, : Molière est photographié en mode mug shot avant d'être jeté dans sa geôle (Molière en prison / T'aimer est une galère) ; Joseph Béjart déplore l'absence du TGV qui rendrait les déplacements de la troupe bien plus aisés (La danse des bagages / Début de tournée) ; Conti joue du saxophone (La vie heureuse chez le Prince de Conti / La belle vie sous Conti) ; Marquise apparaît sur des patins à roulettes (Marquise intègre la troupe / Molière chef de troupe) ; Monsieur déblatère en verlan (La troupe joue pour le roi) ; le Prince de Conti, Montfleury et Floridor se désespèrent du féminisme (La querelle de L'École des femmes) ; les admirateurs de Molière sont dépeints en paparazzis, appareils photos et micros à l'appui (Molière au sommet / Tu finiras par tomber) ; Armande est consciente de l'œuvre que son mari laissera à la postérité (La mort de Molière et son héritage)…

### Exacerber la modernité de Molière
Le spectacle tout entier se construit autour de la figure avant-gardiste de Molière, Dove Attia estimant que l'auteur est « la première rockstar de l'Histoire ».

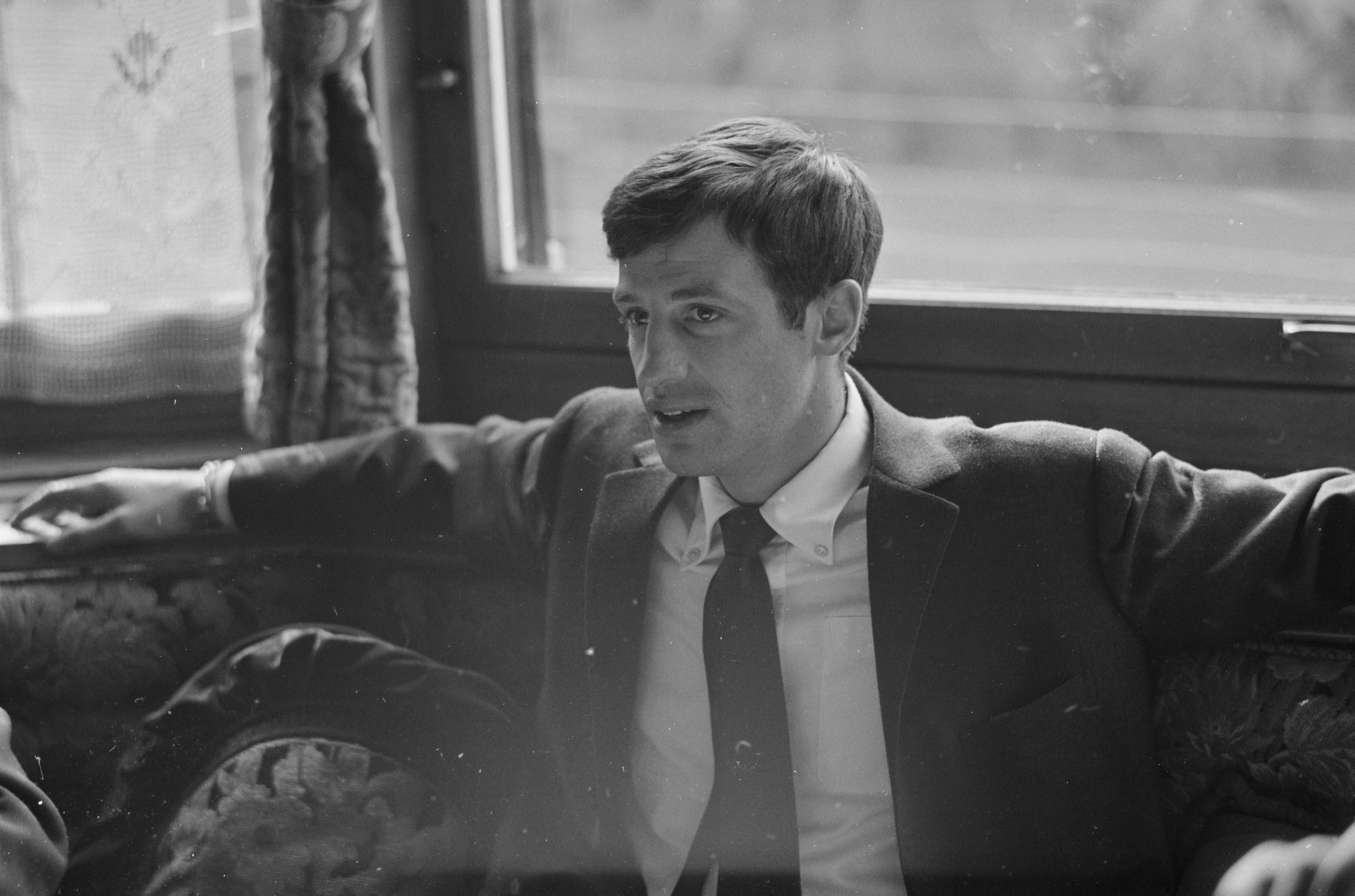
Jean-Paul Belmondo, à 29 ans.

Il assimile sa vision du dramaturge à celle d'un jeune Jean-Paul Belmondo, personnalité éclectique, beau parleur et généreux, « qui sait parler aux puissants [et] les séduire »,,.
Le créateur note les similarités entre deux figures qui le passionnent, Molière et Mozart (déjà traité via son Opéra rock) : « Tous les deux ont cherché la reconnaissance de leur père, en vain. Tous les deux ont eu leur faille en perdant leur mère très tôt. Tous les deux ont d'abord écrit sur commande, puis ont décidé de devenir des auteurs libres à part entière et tous les deux ont choqué. Mozart avec Les Noces de Figaro et Don Giovanni. Molière avec son Tartuffe pour lequel la Cour l'a lâché. Sans parler du fait qu'ils étaient tous les deux de grands amoureux des femmes ».
Malgré la forme jugée « poussiéreuse » des pièces moliéresques, Attia souligne le fond « très moderne, féministe avant l'heure » et la finesse de ses études sociologiques.

### Une distribution mouvementée
Les auditions sont chapeautées par les producteurs et le metteur en scène Ladislas Chollat. Ce dernier, habitué au théâtre, se montre très exigeant sur la justesse du jeu alors que Dove Attia se focalise davantage sur les performances vocales. Le niveau général étant très haut, le casting s'avère long et minutieux ; chaque membre de la troupe est choisi au compte-gouttes. Certains personnages sont modifiés en fonction des interprètes,,.
Fin 2022, la distribution est annoncée. Le compositeur, rappeur, chanteur, pianiste et guitariste Lonepsi, présenté comme un poète moderne, décroche le rôle-titre de Molière. Son protecteur puis ennemi, le Prince de Conti, est dévolu à Abi Bernadoth, gagnant de la saison 9 de The Voice ; saxophoniste et pianiste, il est également amené à jouer de ces instruments sur scène.
Morgan, rappeuse et créatrice de contenu musical cumulant 1,6 million d'abonnés sur TikTok et 145 000 sur Instagram, est choisie pour incarner Madeleine Béjart. Révélées par The Voice Kids, Lou Jean (Armande Béjart) et Shaïna Pronzola (Marquise) viennent compléter le casting.
Vike, repéré dans la saison 11 de The Voice, est sollicité pour intégrer le spectacle ; il refuse dans un premier temps, estimant que son univers pop n'est pas raccord avec la tonalité urbaine du projet. L'équipe lui créé le rôle de Louis Béjart, initialement absent du livret. Vike trouve le personnage sur mesure et accepte.

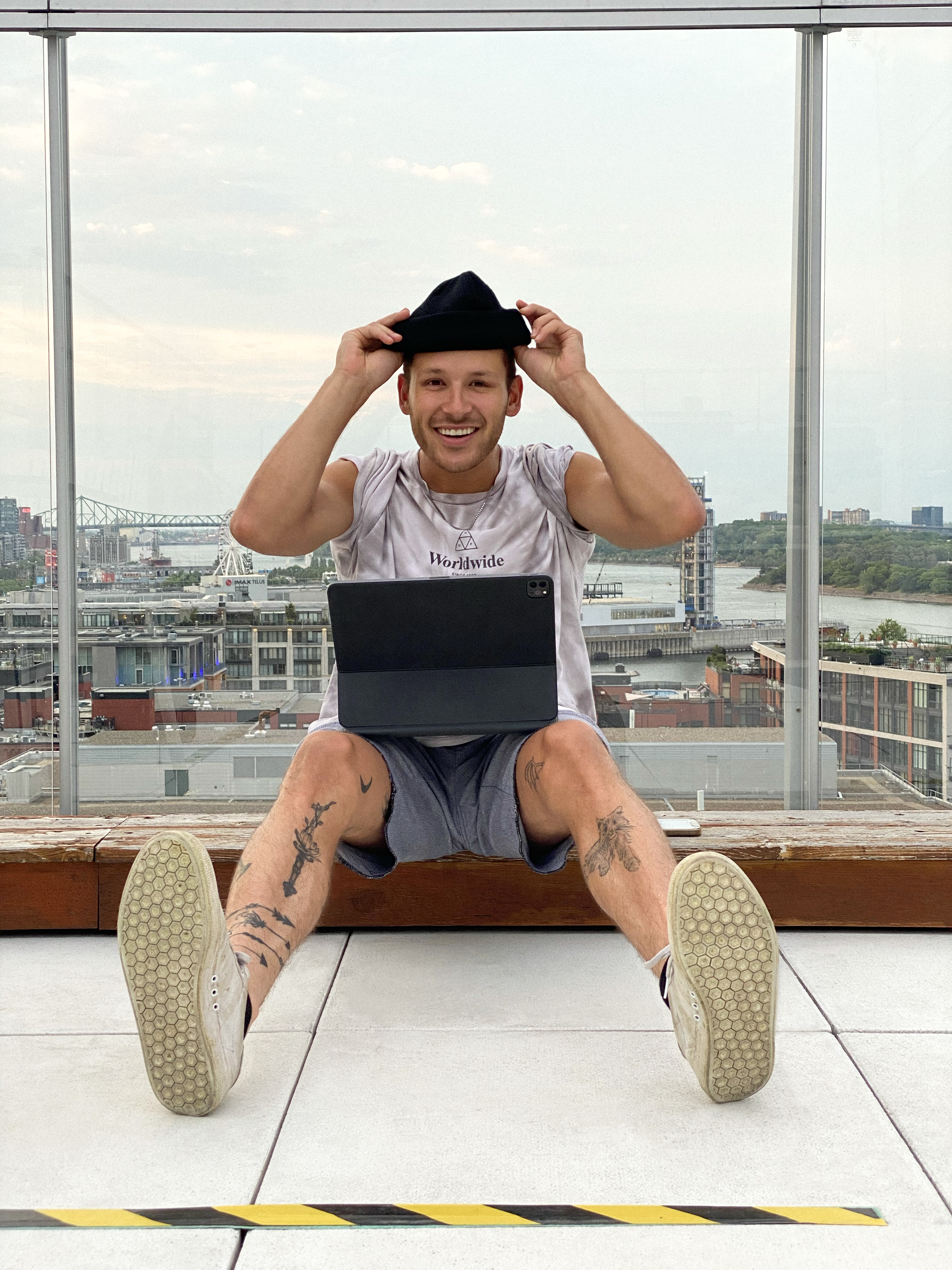
Choisi pour deux rôles secondaires, PETiTOM devient finalement Molière.

Quant à PETiTOM (chanteur, danseur, comédien et circassien), remarqué par le directeur de casting Bruno Berberes, il hérite du double-rôle de Joseph Béjart/La Grange. Joseph était présent dans l'intrigue lors des premiers jets, avant d'être supprimé de la trame ; il a finalement été réécrit spécialement pour PETiTOM en mettant à profit sa « manière de danser, de bouger et [son] énergie sur scène ».
En avril 2023, Lonepsi se retire finalement du projet, le rappeur préférant se focaliser sur sa carrière solo et ne se sentant pas en accord avec la vision voulue par les producteurs. Dove Attia, de son côté, estime que Lonepsi correspond parfaitement au Molière du second acte (« celui de la profondeur et de la maturité ») mais n'illustre pas le Jean-Baptiste Poquelin de la première partie, présenté comme un adolescent, léger et naïf.
À trois mois du premier showcase, le rôle de Molière est donc laissé vacant. L'équipe oriente son choix vers PETiTOM, dont elle souligne l'aura solaire et le charisme ; l'artiste québécois se voit alors propulsé en tête d'affiche. Pour coller à ce nouvel interprète, la production apporte quelques modifications au personnage, mettant en exergue ses capacités d'acrobate. Le 19 juin 2023, à l'occasion de la présentation du spectacle au théâtre Édouard-VII, il fait officiellement ses débuts dans le rôle principal.
Le double-rôle de Joseph/La Grange, initialement dévolu à PETiTOM, est tenu en alternance par Basile Sommermeyer et Basile Alaïmalaïs.
Le casting principal est complété par David Alexis, lequel a déjà collaboré avec Chollat sur Oliver Twist et avec Attia sur Dothy et le Magicien d'Oz puis La Légende du roi Arthur. Il incarne à la fois Jean Poquelin et Monsieur le frère du roi ; il apparaît aussi brièvement en tant que Duc d'Epernon et Cardinal Mazarin.
L'acteur et comédien de doublage Marc Maurille cumule quatre rôles : un crieur public, Floridor, Charles Dufresne et l'Abbé Rouillé.
Les comédiens sélectionnés en tant que doublures tiennent également des rôles prépondérants tout au long du spectacle. Arezki Aït Hamou (doublure de PETiTOM) campe ainsi neuf personnages différents : un crieur public, un soldat, un lieutenant, un médecin, le valet de Conti, un prêtre, un huissier, un courtisan et surtout Louis XIV. David Dax (doublure d'Abi Bernadoth) est tour à tour un crieur public, le notaire mais aussi le prélat de Péréfixe et Gros-René. Théa Anceau (doublure de Shaïna Pronzola) s'illustre notamment en Madame de Calvimont et Catherine de Brie. Vincent Cordier (doublure de David Alexis) se glisse entre autres dans les rôles de Montfleury et de Cosnac. Enfin, Maïa Girard (doublure de Morgan et Lou Jean) est une crieuse publique et la Régisseuse, figure importante de l'acte 2 qui éclaire les personnages sur leur sort.

### Des débuts compliqués avant le succès

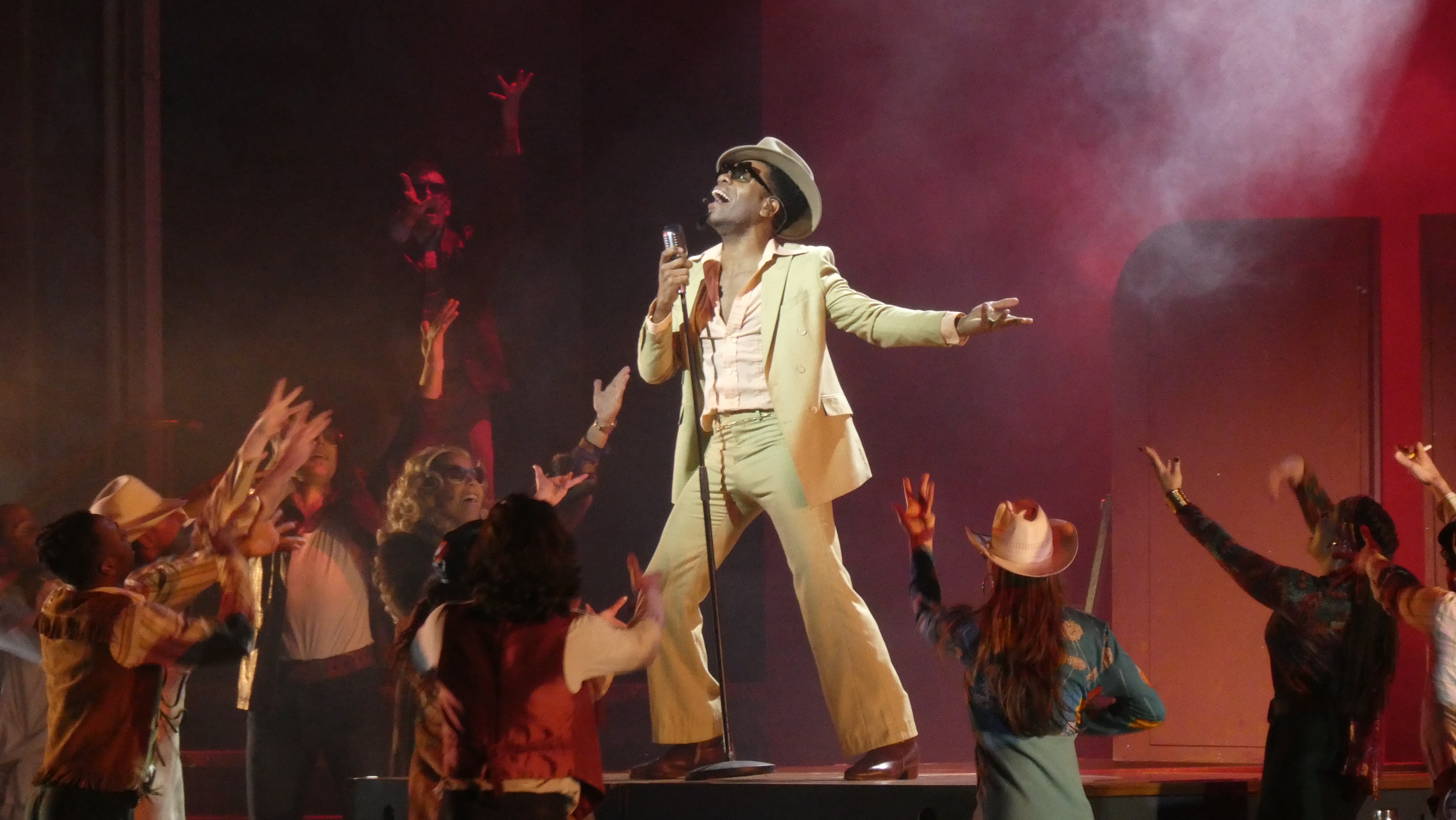
Je vais t'aimer, centré sur les tubes de Michel Sardou, est l'un des principaux concurrents de Molière.

À l'automne 2023, Molière, l'opéra urbain débute au Dôme de Paris. Il peine à se lancer. La concurrence s'annonce très rude, quatorze comédies musicales étant programmées en France sur les prochains mois. Parmi les spectacles les plus importants, on compte notamment Bernadette de Lourdes et Je vais t'aimer ainsi que les reprises de Starmania, Notre-Dame de Paris ou encore Les Dix commandements.
De fait, cet opéra urbain ne trouve pas son public. Les réservations tardent, le Dôme de Paris est loin d'afficher complet. Le show court à la débâcle financière et doit déprogrammer plusieurs dates,. Michaël Drieberg, directeur de Live Music Production, redoute un parallèle entre ce Molière en slam et la Cendrillon de banlieue imaginée par le tandem Plamondon/Musumarra dans Cindy, soit l'un des plus gros échecs jamais essuyés par une comédie musicale francophone.
Très vite, Attia et ses équipes se rendent compte de leur erreur de marketing, l'accroche étant trop orientée vers le rap au détriment du public cible. Le titre est rapidement abandonné au profit d'une appellation jugée plus en adéquation avec les attentes de spectateurs férus de comédies musicales. Molière, l'opéra urbain devient alors Molière, le spectacle musical,.
Cette décision s'avère salvatrice : jadis bon dernier, Molière se place désormais en tête des ventes de spectacles durant plusieurs semaines,. La comédie musicale devient un phénomène sur les réseaux sociaux, notamment TikTok,.

## Réception

### Presse
Sur l'ensemble des comédies musicales produites par Dove Attia, Molière, le spectacle musical s'avère le spectacle le mieux reçu par la presse ; les retours sont globalement positifs.

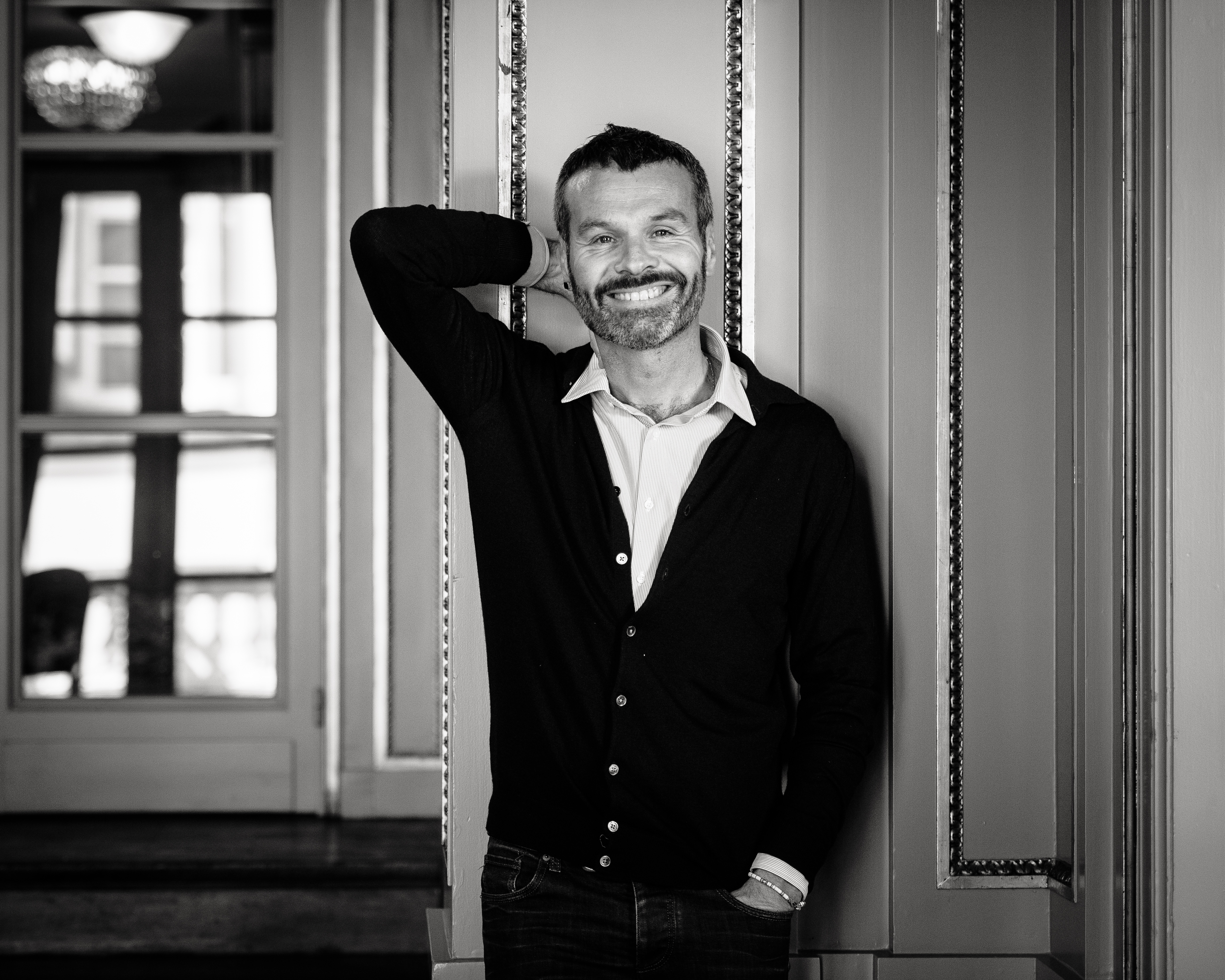
La mise en scène de Ladislas Chollat a largement été saluée.

Selon Julien Baldacchino (France Inter), s'il reste « difficile d'oublier complètement le modèle Hamilton, […] le pari de Molière est réussi : Dove Attia et son équipe créative ont réussi à dépoussiérer le genre en proposant un spectacle pop, accrocheur et bien ficelé, et à apporter une originalité certaine à un style dont il a lui-même contribué à créer les codes ».
Nathalie Simon (Le Figaro) affirme que « l'énergie et la fougue de la jeunesse qui porte cet  opéra urbain ont vaincu nos réticences. […] PETiTOM est aussi virtuose dans le jeu que dans le chant et la danse. Les chorégraphies dans l'air du temps ont dû réjouir les artistes. Elles sont signées Romain R. B, un ex-finaliste de l'émission La France a un incroyable talent. La belle scénographie (Emmanuelle Favre) et les costumes originaux (Jean-Michel Vuillermoz) contribuent à la qualité des tableaux. À son habitude, Ladislas Chollat concocte une mise en scène au service de l'histoire […], il dirige la troupe avec maestria. Chacun a trouvé sa place et a l'opportunité d'exprimer sa personnalité ».
Laurence Le Saux (Télérama) estime que le spectacle « ne s'illustre pas par son originalité mais séduit par son énergie » et ses « interprètes remarquables : le Québécois PETiTOM incarne le dramaturge avec un mélange de force et de douceur, tandis qu'Abi Bernadoth donne souplement corps au très ambivalent prince de Conti ». La journaliste est également plus sensible au 2e acte : « […] une fois passée la première partie, très Feux de l'amour, la comédie musicale décolle enfin, creusant la relation du héros aux puissants, son antipathie pour l'hypocrisie, ou l'obsession qu'il cultive pour Tartuffe ».
Christophe Levent (Le Parisien) est également conquis : « Sur la scène du Palais des Sports, ça chante et bien, avec bon nombre de morceaux taillés pour être des tubes ! Mais la troupe des danseurs, sous la conduite de Romain RB […] est elle aussi au rendez-vous, précise, festive et dynamique. Côté mis en scène, quelques petites surprises, sous forme d’anachronismes historiques, viennent titiller le spectateur : des appareils photos, des journalistes avec micros pour interviewer Molière, un joueur de saxo une comédienne en patins à roulettes. Ça trouble parfois, ça étonne toujours et amuse souvent. Si la première partie mérite d’être resserrée et a un peu de mal à emporter tout le monde, la seconde, avec des duos et solos de haute volée, enthousiasme ».
Chloé Enkaoua, du site spécialisé Musical Avenue, loue « les chorégraphies […] [et] le décor, toujours en mouvement. Molière, le spectacle musical est une œuvre qui se situe entre l'hommage et le novateur, le moderne et l’Histoire, l’urbain et la pop. Un spectacle sur le fil, donc, dont on a parfois l’impression qu’il cherche son identité mais qui a le mérite de proposer au public français du neuf et du grand à l’heure des reprises et des spectacles plus intimistes. […] [Il] y en a pour tous les goûts ».

### Public
Le 7 novembre 2024, pour son premier anniversaire, la comédie musicale revendique plus de 400 000 spectateurs et plus de 80 millions d'écoutes sur les plateformes musicales,.

## Distinctions
La comédie musicale est nommée lors de la 35e cérémonie des Molières dans la catégorie Molière du spectacle musical ; le trophée est finalement remis à Spamalot, mis en scène par Pierre-François Martin-Laval.
Nommée dans 9 catégories, elle remporte 7 prix aux Trophées de la comédie musicale 2024 dont celui du public et de la comédie musicale de l'année. Ces récompenses confirment son succès à la fois aux yeux des spectateurs mais également la reconnaissance de ses pairs au sein de l'industrie du spectacle vivant. Molière détient ainsi le record du plus grand nombre de prix.

### Récompenses

Molière détient le record du nombre de récompenses attribuées lors des Trophées de la comédie musicale.

- Les Trophées de la comédie musicale 2024[47] : 
  - Trophée de la comédie musicale
  - Trophée du public
  - Trophée de l'artiste révélation féminine pour Shaïna Pronzola
  - Trophée de l'artiste révélation masculine pour PETiTOM
  - Trophée de la partition de comédie musicale pour Dove Attia, François Chouquet, Paul École, Yaacov et Meïr Salah, Lonepsi, Nazim Khaled, Duane Laffite
  - Trophée de la chorégraphie de comédie musicale pour Romain Rachline Borgeaud
  - Trophée de la création costumes de comédie musicale pour Jean-Daniel Vuillermoz

- W9 d'Or 2023[48] :
  - Spectacle musical original de l’année

### Nominations
- Molières 2024 : Molière de la meilleure comédie musicale
- Les Trophées de la comédie musicale 2024[49] :
  - Trophée de la mise en scène - Ladislas Chollat
  - Trophée de la scénographie - Guillaume Aufaure, Emmanuelle Favre, Peggy Moulaire, Stéphane Plisson et Dimitri Vassiliu

## Captation
À l'occasion du retour de Molière au Dôme de Paris, une captation réalisée par Julien Bloch est enregistrée. Le 27 février 2025, la comédie musicale est programmée sur W9, suivie d'un reportage consacré au spectacle. 451 000 téléspectateurs regardent le show lors de sa diffusion.

## Adaptation japonaise

### Genèse
Comme ce fut le cas pour Mozart, l'opéra rock, 1789 : Les Amants de la Bastille ou La Légende du roi Arthur une production japonaise est lancée début 2024. Dove Attia atténue l'aspect le plus sulfureux de Molière afin de l'adapter à la scène nippone : Armande Béjart, présentée comme la fille de Madeleine Béjart dans la comédie musicale française, est désormais la sœur de cette dernière dans le livret japonais. Ce changement reste en accord avec l'histoire de Molière, les spécialistes débattant toujours des liens qui unissaient Madeleine à Armande,.